# Gonarthrus turneri
Gonarthrus turneri är en tvåvingeart som beskrevs av Hesse 1938. Gonarthrus turneri ingår i släktet Gonarthrus och familjen svävflugor. Inga underarter finns listade i Catalogue of Life.